# Helenair Caribbean
Helenair Caribbean (offiziell Helenair Corporation Ltd.) war eine auf der Karibikinsel St. Lucia ansässige Fluggesellschaft, die regionale Linienverbindungen beflog. Das auf dem Flughafen Castries-Vigie beheimatete Unternehmen hat seinen Betrieb im Jahr 2001 eingestellt.

## Geschichte

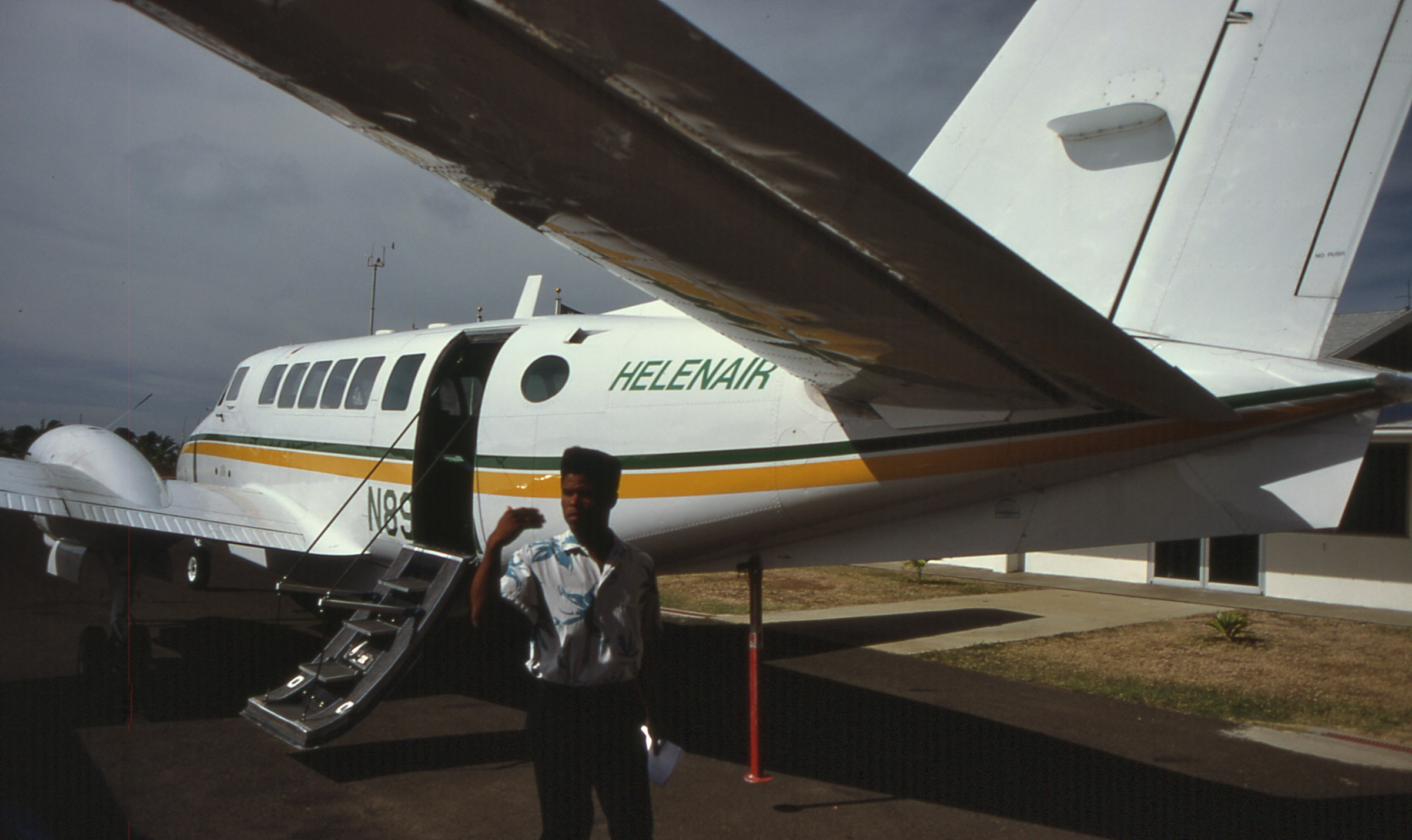
Beechcraft 99 der Helenair auf Union Island am 18. April 1994

Die Fluggesellschaft wurde im Juli 1987 von Joaquin Willie, einem Flugkapitän der zuvor aufgelösten St. Lucia Airways, zusammen mit zwei weiteren Piloten unter dem Namen Helenair in Castries gegründet. Mit finanzieller Unterstützung durch Privatinvestoren, die ebenfalls Firmenanteile erhielten, konnte im selben Jahr eine gebrauchte Britten-Norman BN-2 Islander erworben werden, mit der die Betriebsaufnahme als Lufttaxi-Unternehmen erfolgte. Die Gesellschaft expandierte schnell und setzte Anfang 1990 drei dieser Flugzeuge mit je neun Passagierplätzen ein. Im Geschäftsjahr 1990/91 erwirtschaftete Helenair einen Bruttogewinn in Höhe von 867.169 US-Dollar. Gleichzeitig wurden neue Teilhaber geworben, die in das Unternehmen investierten und Gesellschaftsanteile erhielten. Die drei Geschäftsführer gründeten im Januar 1991 eine gleichnamige Tochtergesellschaft in Grenada, an die sie einen Großteil des Firmenkapitals transferierten. Gegen dieses Vorgehen klagten mehrere Teilhaber. Das Unternehmen in Grenada mietete bei Bedarf Maschinen der Muttergesellschaft an und stellte seinen Betrieb im Jahr 1993 ein.
Zur Beförderung von größeren Personengruppen auf Charterflügen leaste Helenair ab Juni 1992 eine GAF N-24 Nomad, die Platz für 16 Passagiere bot. Im Frühjahr 1993 wurde diese Maschine durch zwei gemietete Beechcraft 99 ersetzt. Die Gesellschaft stellte gleichzeitig ihre erste Piper PA-31-350 Navajo Chieftain in Dienst und begann mit der schrittweisen Ausmusterung der drei Britten-Norman BN-2 Islander. Anfang 1996 beschäftigte das Unternehmen 30 Mitarbeiter und setzte drei Beechcraft 99 und zwei Piper PA-31 im Bedarfsflugverkehr ein. Im selben Jahr erhielt Helenair internationale Linienflugrechte und trat der IATA bei. Die Aufnahme des Linienflugverkehrs nach Barbados, Dominica, Grenada, St. Vincent und Trinidad begann am 1. Juli 1997. Parallel dazu wurde der Markenname im Außenauftritt in Helenair Caribbean geändert und drei geleaste Beechcraft 1900C in Dienst gestellt, welche die Beechcraft 99 ersetzten. Im Jahr 1998 gründeten die Geschäftsführer ein gleichnamiges Tochterunternehmen in Barbados, das keine eigenen Flugzeuge besaß, sondern nur gelegentlich Maschinen der Muttergesellschaft anmietete.
Helenair konnte die drei Beechcraft 1900C nur zeitweise auslasten und ersetzte sie im Mai und Juni 1999 durch zwei geleaste DHC-6 Twin Otter. Anfang 2000 schloss die Gesellschaft einen fünfjährigen Kooperationsvertrag mit BWIA West Indies Airways ab und führte danach Zubringerflüge für BWIA unter deren Markenauftritt BWee Express durch.
Die Gesellschaft betrieb im Frühjahr 2001 nur noch eine DHC-6 Twin Otter. Mehrere Investoren und Gläubiger führten zu dieser Zeit bereits langjährige Rechtsstreits gegen das Unternehmen. Die Einstellung des Flugbetriebs erfolgte im selben Jahr.

## Flotte
- Beechcraft 99
- Beechcraft 1900C
- Britten-Norman BN-2 Islander
- DHC-6-300 Twin Otter
- GAF N-24 Nomad
- Piper PA-31-350 Navajo Chieftain